# Laubrières
Laubrières és un municipi francès situat al departament de Mayenne i a la regió de País del Loira. L'any 2007 tenia 298 habitants.

## Demografia

### Població
El 2007 la població de fet de Laubrières era de 298 persones. Hi havia 127 famílies de les quals 29 eren unipersonals (8 homes vivint sols i 21 dones vivint soles), 53 parelles sense fills, 37 parelles amb fills i 8 famílies monoparentals amb fills.
La població ha evolucionat segons el següent gràfic:
Habitants censats

### Habitatges
El 2007 hi havia 153 habitatges, 128 eren l'habitatge principal de la família, 6 eren segones residències i 19 estaven desocupats. 147 eren cases i 6 eren apartaments. Dels 128 habitatges principals, 94 estaven ocupats pels seus propietaris, 33 estaven llogats i ocupats pels llogaters i 1 estava cedit a títol gratuït; 2 tenien dues cambres, 12 en tenien tres, 42 en tenien quatre i 71 en tenien cinc o més. 98 habitatges disposaven pel capbaix d'una plaça de pàrquing. A 53 habitatges hi havia un automòbil i a 63 n'hi havia dos o més.

### Piràmide de població
La piràmide de població per edats i sexe el 2009 era:
| Homes | Edats   | Dones |
| ----- | ------- | ----- |
| 0     | 95 o +  | 0     |
| 0     | 90 a 94 | 0     |
| 4     | 85 a 89 | 0     |
| 4     | 80 a 84 | 8     |
| 4     | 75 a 79 | 8     |
| 8     | 70 a 74 | 16    |
| 12    | 65 a 69 | 12    |
| 4     | 60 a 64 | 8     |
| 20    | 55 a 59 | 16    |
| 0     | 50 a 54 | 0     |
| 8     | 45 a 49 | 8     |
| 4     | 40 a 44 | 0     |
| 8     | 35 a 39 | 8     |
| 8     | 30 a 34 | 8     |
| 0     | 25 a 29 | 0     |
| 8     | 20 a 24 | 12    |
| 4     | 15 a 19 | 20    |
| 8     | 10 a 14 | 4     |
| 8     | 5 a 9   | 4     |
| 4     | 0 a 4   | 0     |

## Economia
El 2007 la població en edat de treballar era de 159 persones, 116 eren actives i 43 eren inactives. De les 116 persones actives 110 estaven ocupades (62 homes i 48 dones) i 6 estaven aturades (3 homes i 3 dones). De les 43 persones inactives 20 estaven jubilades, 10 estaven estudiant i 13 estaven classificades com a «altres inactius».

### Ingressos
El 2009 a Laubrières hi havia 124 unitats fiscals que integraven 312 persones, la mediana anual d'ingressos fiscals per persona era de 14.944 €.

### Activitats econòmiques
Dels 7 establiments que hi havia el 2007, 1 era d'una empresa de fabricació de material elèctric, 2 d'empreses de construcció, 1 d'una empresa de comerç i reparació d'automòbils, 1 d'una empresa de transport, 1 d'una empresa d'hostatgeria i restauració i 1 d'una entitat de l'administració pública.
Dels 3 establiments de servei als particulars que hi havia el 2009, 1 era un taller de reparació d'automòbils i de material agrícola, 1 paleta i 1 lampisteria.
L'any 2000 a Laubrières hi havia 20 explotacions agrícoles que ocupaven un total de 918 hectàrees.

## Equipaments sanitaris i escolars
El 2009 hi havia una escola elemental.

## Poblacions més properes
El següent diagrama mostra les poblacions més properes.